# Dispur
Dispur (em assamês: দিছপুৰ) é desde 1973 a capital do estado de Assam, na Índia. É uma pequena cidade com menos de 10000 habitantes (2010) Está localizada a 10 km a sul de Guwahati. Dispur tem verões quentes e invernos frios tal como Guwahati. Os invernos são acompanhados de chuvas ocasionais. A temporada da monção começa em finais de junho. As monções costumam ser acompanhadas de fortes tempestades com chuva intensa.
Além de ser a capital do estado de Assam, Dispur é sede do Tea Auction Centre (centro de leilões de chá), onde são vendidas em hasta as colheitas de chá de todo o estado.

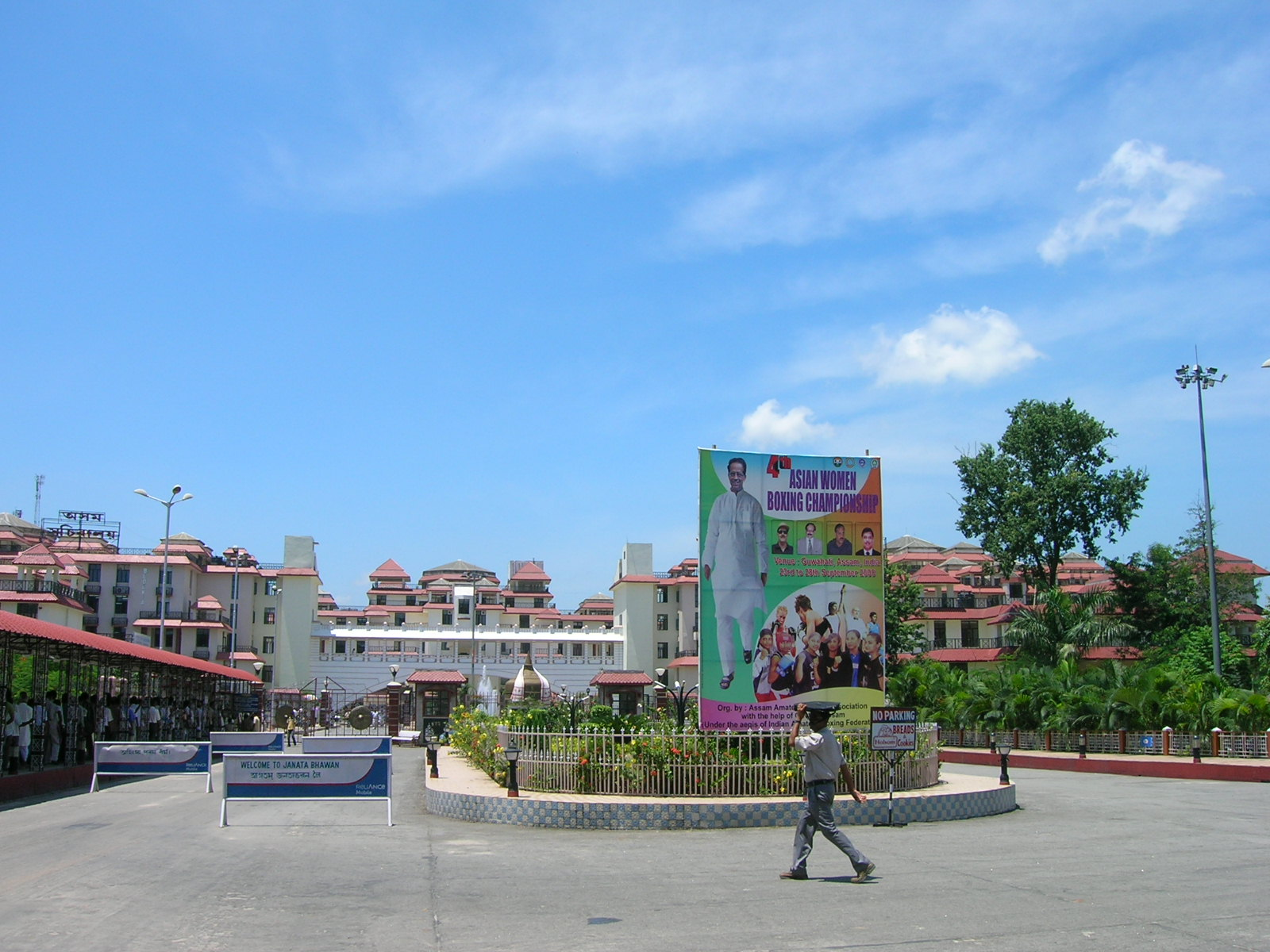
Dispur em 2008